# آرژونتون، لو-ته-گارون
آرژونتون (به فرانسوی: Argenton) یک کمون در فرانسه است که در canton of Bouglon واقع شده است. آرژونتون ۱۲٫۱۴ کیلومتر مربع مساحت دارد و ۵۲ متر بالاتر از سطح دریا واقع شده است.